# Julia Santibáñez
Julia Santibáñez es escritora, editora, gestora cultural y conductora de televisión mexicana. 

## Biografía
Julia Santibáñez Escobar nació en Ciudad de México. Estudió en el Colegio Green Hills y en la Facultad de Filosofía y Letras de la UNAM, donde obtuvo la licenciatura en Letras Hispánicas y la maestría en Literatura Comparada. También cursó un diplomado en edición digital en la Universidad de Stanford, en California, Estados Unidos.
Antes de la licenciatura y durante sus estudios profesionales publicó ensayos, entrevistas y poemas tanto en periódicos como en revistas y suplementos. Combinó la formación profesional con el trabajo en Editorial Larousse, Editorial Armonía, Condé Nast de México e Impresiones Aéreas; más tarde fue Directora editorial en Grupo Editorial Premiere y de 2011 a 2015 ejerció como Directora ejecutiva editorial en Editorial Televisa, donde supervisó los contenidos multiplataforma de los 47 títulos de la empresa.

## Obra
Santibáñez es autora de los siguientes once libros:
1. Pulso ad_herido (poesía; Bonilla Artigas Editores, 2024);
2. El lado B de la cultura. Bravías, parranda y pura cosa linda en el México del siglo XX, volumen 2 (crónica literaria; Reservoir Books, sello de Penguin Random House, 2023)
3. El lado B de la cultura. Codazos, descaro y adulterios en el México del siglo XX (crónica literaria; Reservoir Books, sello de Penguin Random House, 2021);
4. Eros una vez —y otra vez— (poesía; Textofilia Ediciones / Universidad Autónoma de Nuevo León, 2020);[2]
5. Sonetos y son quince (poesía; Parentalia Ediciones, 2018);[3]
6. Eros una vez (poesía; Seix Barral Uruguay, 2017);
7. Versos de a pie / Everyday Poems (poesía bilingüe español/inglés; OfiPress, 2017);
8. Ser azar (poesía; Editorial Abismos, 2016);
9. Rabia de vida / Rabia debida (poesía; Editorial Resistencia, 2015);
10. Coser con tu nombre (prosa poética; Editorial Aspaviento, 2007);
11. El laberinto de fortuna. Una alegoría política del siglo XV. Claves de lectura del poema de Juan de Mena (crítica literaria; JGH Editores, 1997).

Poemas suyos han sido publicados en los medios mexicanos Letras Libres, Periódico de Poesía, Revista de la Universidad de México, Laberinto, Blanco Móvil, Cuadrivio, La Guarida y periódico El Informador, por citar algunos. También han aparecido en medios de otros países, como la revista Atelier. Gli artigiani della parola (Italia); revista Estación Poesía, publicada por la Universidad de Sevilla (España); revista Hispamérica, publicada por la Universidad de Maryland (Estados Unidos); revista Buenos Aires Poetry (Argentina); revistas El Cautivo y Letralia (Venezuela) y revista Contratiempo (Estados Unidos). Asimismo ha figurado en antologías y publicaciones impresas y digitales de Australia, Colombia, Uruguay y Argentina.

## Premios y reconocimientos
Premio Naji Naaman’s Literary Prizes 2025, Creativity Prize, otorgado por la Naji Naaman’s Foundation for Gratis Culture, de Líbano, en mayo de 2025.
Eros una vez ganó el Premio Internacional de Poesía Mario Benedetti 2016, otorgado por la Fundación Benedetti en Montevideo, Uruguay, entre más de 400 autores de Hispanoamérica. En 2017 fue reconocido entre los diez mejores libros de poesía del año por Mónica Maristáin, directora del suplemento Puntos y Comas del sitio Sin Embargo.
En 2016, Ser azar fue reconocido entre los mejores libros de poesía del año por Luis Bugarini, en el blog Asidero de la revista Nexos; por Sergio González Rodríguez, del periódico Reforma, y por Mónica Maristáin, directora del suplemento Puntos y Comas del sitio Sin Embargo.

## Labor editorial
Desde 2018, Santibáñez fue editora del suplemento sabatino El Cultural, del periódico La Razón, mismo que dirigió a partir de 2023. En agosto de 2022 recibió el nombramiento de coordinadora de la Cátedra Extraordinaria Carlos Fuentes de Literatura Hispanoamericana, en la UNAM. Desde febrero de 2024 y hasta la fecha es titular de la Dirección de Literatura y Fomento a la Lectura, adscrita a la Coordinación de Difusión Cultural de la UNAM.
También se ha desempeñado como traductora oral y escrita tanto de inglés como de francés. De 2008 a 2013 realizó la edición bilingüe (español e inglés) de la revista académica Estudios de Lingüística Aplicada, publicada por el Centro de Enseñanza de Lenguas Extranjeras (hoy, ENALT) de la UNAM. Como traductora de poesía ha publicado versiones al español de poemas de la escritora estadounidense Linda Pastan.

## Televisión y radio cultural
De 2016 a 2018 colaboró semanalmente en el programa de televisión cultural El Ombligo de la Luna, transmitido por Ciudad TV 21.2, con la sección “El Lado B de la Cultura”.
De junio de 2018 a junio de 2019 cocondujo diariamente el programa en vivo El Ombligo de la Luna, donde conversó con protagonistas de la comunidad cultural mexicana, como escritores, pintores, filósofos, grafiteros, músicos, académicos, artistas plásticos, raperos y actores. En el mismo lapso realizó cápsulas culturales para el programa de Ricardo Rocha, en Fórmula TV
Fue conductora del programa de televisión cultural Netáforas, transmitido Canal 22 y realizado por Yahuaca Producciones, sobre las coincidencias entre las letras de canciones y la literatura. 
Para TVUNAM colaboró de 2017 a 2019 en el programa La Hora Elástica, con la sección “La Palabra Es Drújula”, donde abordaba expresiones literarias en todo aquello no son libros, como pintas en la pared, canciones, dichos de cantina, epitafios. Además, para la televisora universitaria ha conducido los programas Vindictas Literatura (2020), Días feriados (2020, desde la Feria Internacional del Libro de Minería) y los especiales “Soy optimista, creo en mi mala suerte”. Diez años sin Carlos Monsiváis (2020) y Gilles Lipovetsky. La mirada indiscreta (2016), entre varios otros.
De 2017 a 2020 condujo en radio el programa semanal de radio BAzar de Letras, que transmitió Código CDMX, estación de la Secretaría de Cultura de la Ciudad de México.